# Ralf Krewinkel

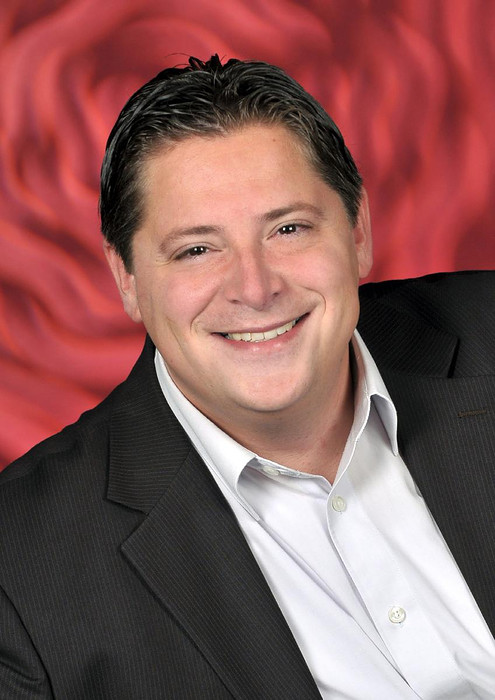
Ralf Krewinkel

Ralf Karel Hubert Krewinkel (Kerkrade, 12 de novembro de 1974) é um político neerlandês filiado ao Partido do Trabalho (PvdA). Ele foi o prefeito de Beek desde de 2011 a 2015 e ele é o prefeito de Heerlen desde de 31 de agosto de 2015, sucedendo Frans Weekers.